# Jean Rollin
Jean Michel Rollin Roth Le Gentil, conosciuto come Jean Rollin (Neuilly-sur-Seine, 3 novembre 1938 – Parigi, 15 dicembre 2010), è stato un regista cinematografico, sceneggiatore, attore e scrittore francese.

## Biografia
L'autore si è espresso essenzialmente nel campo del cinema fantastico. Il suo primo lungometraggio, Le Viol du vampire (ottenuto mettendo insieme due medio-metraggi) esce nel 1968. Si tratta di uno dei pochi film presenti nelle sale francesi durante i disordini del Maggio 68 e provoca pertanto una serie di reazioni ostili da parte degli spettatori, non abituati a questo genere di pellicole.
I suoi film trattano di frequente la tematica del vampirismo e sono caratterizzati da un ritmo lento e trasognato, nonché da un soffuso erotismo, raffinato e composto in inquadrature dall'intenso fascino grafico ed estetico, quasi pittorico.
Alla fine degli anni sessanta, scrive la Saga de Xam, un fumetto disegnato da Nicholas Devil e pubblicato da Eric Losfeld. Il regista è inoltre apparso come attore in talune pellicole francesi e occasionalmente nei suoi stessi film.
A partire dagli anni settanta e proseguendo negli anni ottanta, visto lo scarso successo di alcune sue pellicole in passato e la necessità di denaro per mantenersi e realizzare altri progetti, dopo l'ennesimo fallimento Rollin è costretto a stipulare un contratto per la realizzazione di una serie di film pornografici, da lui svogliatamente realizzati con l'ausilio di diversi pseudonimi per dissociarli dai suoi lavori personali, quali Michel Gentil, Michel Gand, Michael Gentle e Robert Xavier.
È morto nel 2010, a 72 anni, dopo una lunga malattia.

## Filmografia
- Les amours jaunes (cortometraggio) (1958)
- Ciel de cuivre (1961)
- L'Itinéraire marin (1963)
- Vivre en Espagne (documentario) (1964)
- Les Pays loin (1965)
- Le Viol du vampire (1968)
- La vampira nuda (La Vampire nue) (1969)
- Violenza ad una vergine nella terra dei morti viventi (Le Frisson des vampires) (1971)
- Requiem pour un vampire - Vierges et vampires (1971)
- La Rose de fer (1973)
- Jeunes filles impudiques (1973)
- L'isola delle demoniache (Les Démoniaques) (1974)
- Schiave del piacere (Bacchanales sexuelles/Tout le monde il en a deux) (1974)
- Lèvres de sang (1975)
- Innocenza impudica (Phantasmes) (1975)
- La Comtesse Ixe (1976)
- La Romancière lubrique (1976)
- Saute moi dessus (1977)
- Hard Penetration (1977)
- Vibrazione sessuale (Vibrations sexuelles) (1977)
- Positions danoises (1977)
- Remplissez-moi... les 3 trous (1978)
- Le piccole collegiali (Petites pensionnaires impudiques) (1978)
- Lèvres entrouvertes (1978)
- Par devant par derrière (1978)
- Les Raisins de la mort (1978)
- Discosex (Disco Sex) (1978)
- Fascination (1979)
- Si jeune et déjà cochonne (1979)
- Bouches lascives et pornos (1979)
- Pénétrations vicieuses (1979)
- La ragazza in amore (La Nuit des traquées) (1980)
- Les Échapées (Les Paumées du petit matin / Fugues mineures) (1981)
- Le lac des morts vivants (1981)
- Quand le chat (1982)
- La Morte vivante (1982)
- Apprendiste viziose (Sodomanie) (1983)
- Folies anales (1983)
- Les Trottoirs de Bangkok (1984)
- Ne prends pas les poulets pour des pigeons (1985)
- Emmanuelle 6 (1988)
- Perdues dans New York (1989)
- La Griffe d'Horus (1990)
- À la poursuite de Barbara (1991)
- Killing Car (La femme dangereuse) (1993)
- Le Parfum de Mathilde (1994)
- Les Deux Orphelines vampires (1997)
- L'amante di Dracula (La Fiancée de Dracula) (2002)
- La Nuit des horloges (2007)
- Le Masque de la Méduse (2009)